# Antioch (Kalifornien)
|  | Dieser Artikel wurde aufgrund von inhaltlichen Mängeln auf der Qualitätssicherungsseite des Projektes USA eingetragen. Hilf mit, die Qualität dieses Artikels auf ein akzeptables Niveau zu bringen, und beteilige dich an der Diskussion! Eine nähere Beschreibung der zu behebenden Mängel fehlt. |

Antioch ist eine Stadt im Contra Costa County im Bundesstaat Kalifornien der Vereinigten Staaten, mit 115.291 Einwohnern (Stand: Volkszählung 2020).
Das Stadtgebiet hat eine Größe von 71,4 km².
Im Jahr 1991 ereignete sich hier die Entführung von Jaycee Lee Dugard.

## Städtepartnerschaften
- Chichibu, Japan
- Lázaro Cárdenas, Mexiko

## Söhne und Töchter der Stadt
- Johnny Burke (1908–1964), Pianist und Liedtexter
- Carmen Dragon (1914–1984), Dirigent, Arrangeur und Filmkomponist
- Jerome R. Waldie (1925–2009), Politiker
- Randy Larsen (* 1961), Philosoph und Hörfunkproduzent, wuchs in Antioch auf
- Frank Gambalie (1970–1999), Basejumper
- Alex Pardee (* 1976), Maler
- T. J. Ward (* 1986), American-Football-Spieler
- Briana Guillory (* 1997), Leichtathletin